# Renato Ribeiro Calixto
Renato Ribeiro Calixto (Cardoso, 4 oktober 1988) is een Braziliaans voormalig voetballer die als aanvaller speelde.

## Carrière
Renatinho begon zijn carrière in 2007 bij Coritiba. Met deze club werd hij in 2010 kampioen van de Série B en promoveerde de club naar de Série A. Hij tekende in 2012 bij Kawasaki Frontale in de J1 League. Hij speelde 104 wedstrijden in de J1 League waarin hij 37 doelpunten maakte. Hij tekende in 2015 bij Guangzhou City FC in de China Super League.